# Anders Johansen
Anders Johansen (født 8. februar 1953 i Aarhus) er en dansk forfatter. Han er uddannet fra Aarhus Universitet og har erfaring som skrivende journalist. Han skriver primært ungdomsbøger, men har udgivet i mange forskellige genrer.
Hans første bog udkom i 1984. Siden har han skrevet ca. 25 bøger.  Samtidig med at være  forfatter arbejder Anders Johansen også som oversætter.
Han modtog kulturministeriets børnebogspris i 1994 og har også modtaget en børnebogspris af skolebibliotekarerne 2002.

## Udvalgt bibliografi
- Kærlighedens labyrint (1994)
- Sølvbroen (1997)
- Jordens skød (1999)
- Askeslottet (2000)
- Himmelporten (2001)
- Supernova (2002)
- Sult og svig under Sydkorset (2005)
- Stjerneskælv (2008)
- Vulkaner (2009)
- Tranedans (2010)
- Hullet (2012)

## Oversættelser
- Den hundredårige der kravlede ud ad vinduet og forsvandt af Jonas Jonasson